# Старая Дуброва (Гомельская область)
Старая Дуброва (бел. Старая Дуброва) — деревня в Октябрьском сельсовете Октябрьского района Гомельской области Беларуси.

## География

### Расположение
В 1 км на север от Октябрьского, 5 км от железнодорожной станции Рабкор (на ветке Бобруйск — Рабкор от линии Осиповичи — Жлобин), 204 км от Гомеля.

## Транспортная сеть
Транспортные связи по автодорогам, которые проходят через городской посёлок Октябрьский. Планировка состоит из 2 параллельных между собой улиц, близких к меридиональной ориентации, к которым на севере присоединяется короткая, выгнутая, широтная улица. Застройка деревянная, двусторонняя, усадебного типа.

## История
По письменным источникам известна с XVIII века, когда деревня Дуброва была в составе поместья Рудобелка, с 1867 года во владении барона Врангеля, с 1874 года — генерал-майора А. Ф. Лилиенфельда. Обозначена на карте 1866 года, использовавшейся Западной мелиоративной экспедицией, работавшей в этом районе в 1890-е годы. В 1908 году деревня Дуброва Старая, 270 жителей в Рудобельской волости Бобруйского уезда Минской губернии. Рядом находилась деревня с названием Дуброва Новая.
В 1921 году открыта школа. В 1929 году организован колхоз. Во время Великой Отечественной войны в апреле 1942 года немецкие каратели сожгли 24 двора и убили 100 жителей. 29 жителей погибли на фронте. Согласно переписи 1959 года в составе совхоза «Октябрьский» (центр — городской посёлок Октябрьский). Работает магазин.

## Население

### Численность
- 2004 год — 165 хозяйств, 426 жителей.

### Динамика
- 1897 год — 43 двора, 239 жителей (согласно переписи).
- 1917 год — 377 жителей.
- 1924 год — 54 двора, 430 жителей.
- 1940 год — 85 дворов, 350 жителей.
- 1959 год — 233 жителя (согласно переписи).
- 2004 год — 165 хозяйств, 426 жителей.

## Известные уроженцы
- Г. П. Жулега — полный кавалер ордена Славы.